# Stefania Szantyr-Powolna
Stefania Szantyr-Powolna z domu Szantyr ps. „Hanka” (ur. 30 lipca 1924 w Wilnie) – polska lekarka, doktor nauk medycznych, hrabianka, bioterapeutka, działaczka społeczna, żołnierz Związku Walki Zbrojnej i Armii Krajowej, i więźniarka łagrów. Podpułkownik Wojska Polskiego.

## Życiorys
Urodziła się 30 lipca 1924 w Wilnie w rodzinie farmaceuty hrabiego Bolesława Ursyn-Szantyra (zm. 1945) i urzędniczki Emilii z Ostrowskich. W okresie międzywojennym chodziła do szkoły podstawowej i gimnazjum w Wilnie.

### II wojna światowa (1939-1945)
Już pod koniec 1939 na zaproszenie starszego kolegi z harcerstwa wstąpiła do oddziału konspiracyjnego, który wkrótce wszedł w skład Związku Walki Zbrojnej. Otrzymała pseudonim Hanka. Ukończyła kurs sanitarno-łącznościowy prowadzony m.in. przez prof. Kornela Michejdę (szkolenia z chirurgii). W czasie okupacji zdała maturę na tzw. tajnych kompletach. Pracowała w konspiracji jako łączniczka i sanitariuszka. W lipcu 1944 uczestniczyła w operacji „Ostra Brama”. 7 grudnia 1944 została aresztowana za działalność konspiracyjną przez NKGB.

Pierwsze przesłuchanie trwało trzydzieści kilka godzin. Śledztwo było bardzo okrutne. Byłam bardzo bita, miałam złamany nos. Cela, w której siedziałam mieściła się w schronie gmachu NKGB, wcześniej mieściła się tu ubikacja, o czym świadczyły ślady na ścianach, a na podłodze dziury po wyrwanych sedesach. Cela była bardzo mała, miała jakieś kilka metrów kwadratowych. Był czas, że musiało się w niej pomieścić ponad 20 dziewcząt. Leżałyśmy na zakładkę prawie rozebrane, bo było bardzo duszno i gorąco.

### Zsyłka (1945-1955)
Pod koniec marca 1945 Trybunał Wojskowy ZSRR skazał ją na 10 lat ciężkich prac w obozach, 5 lat pozbawienia praw obywatelskich i konfiskatę mienia. Na początku maja 1945 razem z kilkoma tysiącami innych więźniów została wywieziona pociągiem towarowym na Wschód. Po kilku tygodniach dotarli do obozu Sedju w rejonie Uchty w Komijskiej Autonomicznej Socjalistycznej Republice Radzieckiej. Pracowała m.in. przy koszeniu traw i wyrębie lasów. Następnie dzięki zaprzyjaźnionej Polce została zatrudniona w laboratorium Centralnego Szpitala w Wietłosianie koło Uchty. Pod wpływem nabytych tam doświadczeń postanowiła zostać lekarką. Później została przewieziona do obozu żeńskiego o zaostrzonym rygorze w Workucie leżącego za północnym kołem podbiegunowym (temperatury do minus 70 °C). Latem pracowała przy budowie linii kolejowej, która nigdy nie została skończona. Pod koniec 1954 przesiedlono ją do specjalnego obozu dla osób przygotowywanych do zwolnienia.

Mój wyrok - 10 lat obozu - wkrótce dobiegał końca. Któregoś dnia wywołano mnie do biura i odczytano niezliczoną ilość paragrafów. Następnie dano do podpisania dokument, z którego wynikało, że odtąd będę stałą mieszkanką Workuty i obywatelką Związku Sowieckiego. Nie zgodziłam się podpisać, zagrożono wówczas nowym wyrokiem. Mimo wszystko, nie zgodziłam się. Odprowadzono mnie z powrotem do obozu.

Po tygodniu oczekiwania została wypuszczona na wolność. Podjęła pracę w miejscowym laboratorium i zamieszkała w polskiej rodzinie Jackiewiczów. Rozpoczęła starania o powrót do ojczyzny. W czerwcu 1955 razem z dwoma kolegami wróciła pociągiem przez Moskwę do Polski.

### Życie w PRL-u (1955-1989)
Z Terespola przez Warszawę dotarła na Wybrzeże, gdzie po 11 latach spotkała się z matką i dowiedziała się o śmierci ojca, który zmarł w 1945. Zamieszkała w Gdańsku. Dzięki odwilży październikowej, po zdaniu egzaminów z chemii i fizyki dostała się na studia medyczne na Akademii Medycznej w Gdańsku. W latach 70. na podstawie pracy pt. Wpływ stresu przewlekłego na gospodarkę tłuszczową w aspekcie czynników ryzyka w chorobie wieńcowej uzyskała stopień doktora nauk medycznych. Aż do emerytury pracowała jako adiunkt w Centralnym Ośrodku Badawczym Kolejowej Służby Zdrowia.
W 1987 była konsultantką ds. bioterapii przy nagrywaniu filmu Rajski ptak.
Autorka jedynej monografii poświęconej bioenergoterapeutycznej pomocy chorym z wadami słuchu (praca została wysłana do Światowej Organizacji Zdrowia).

### Po 1990
Od 2003 była prezesem Zarządu Głównego Stowarzyszenia Łagierników Żołnierzy Armii Krajowej, a następnie jego prezesem honorowym.
Członek Honorowy Polskiego Stowarzyszenia Bioterapeutów BIOPOL.
W 2008 na podstawie jej życiorysu powstał film dokumentalny pt. Koszmary, które się śnią w reżyserii Witolda Pelczarskiego i Jarosława Krychowiaka. W 2015 została bohaterką książki Anny Herbich pt. Dziewczyny z Syberii.
W czerwcu 2016 podczas XXXI Zjazdu Łagierników została awansowana do stopnia podpułkownika.

## Odznaczenia
- Krzyż Oficerski Orderu Odrodzenia Polski (2008)[10][11]
- Złota moneta „90. rocznica odzyskania niepodległości” (2008) – od prezesa NBP Sławomira Skrzypka[12]
- Medal pamiątkowy „Za zasługi na rzecz zachowania etosu Armii Krajowej” (2016)[9]

## Życie prywatne
W 1959 wyszła za mąż za inżyniera Leona Jana Powolnego (zm. ok. 1984). Mieli troje dzieci: córkę zmarłą w dzieciństwie, syna Janusza Powolnego (dyrygenta; ur. 1964) i córkę Renatę Powolny-Laitakari (germanistkę; mieszka w Finlandii). Mieszka w Warszawie.